# أولاد ميمون 1 (براشوة)
أولاد ميمون 1 هي إحدى مشيخات المملكة المغربية، تتبع جغرافيا لإقليم الخميسات وإداريًا لبراشوة. يقدر عدد سكانها بـ 1891 نسمة حسب الإحصاء الرسمي للسكان والسكنى لسنة 2004.